# هنري أفاغيان
هنري أفاغيان (بالأرمنية: Հենրի Ավագյան)‏ هو لاعب كرة قدم أرميني في مركز حراسة المرمى، ولد في 16 يناير 1996 في يريفان في أرمينيا. لعب مع نادي ميكا.

## وصلات خارجية
- هنري أفاغيان على موقع الاتحاد الأوربي (الإنجليزية)
- هنري أفاغيان على موقع ناشيونال فوتبول تيمز (الإنجليزية)
- هنري أفاغيان على موقع Soccerway.com (الإنجليزية)
- هنري أفاغيان على موقع عالم كرة القدم.نت (الإنجليزية)